# جامعة إيران للعلوم والتقنية
جامعة إيران للعلوم والتقنية (بالفارسية: دانشگاه علم وصنعت ایران) هي جامعة ومعهد أبحاث مختص بالهندسة والعلوم في إيران. تقدم دراسات لكلا المستويين، قبل التخرج وبعده. تقع الجامعة في شمال شرق طهران. أسست الجامعة في العام 1929 لتكون أول جامعة في إيران تدرب المهندسين. سميت في هذا الوقت بالمعهد الحكومي الفني.

## أفضل جامعات إيران في عام 2016
وفقا لتصنيف جديد لمؤسسة تايمز (2017-2016) کانت جامعة إيران للعلوم والتكنولوجيا في المرتبة ما بين 500 و 600 بين أفضل جامعات العالم المعروفة وأصبحت أفضل جامعة إيرانية في هذا العام.

## مشاهير الخريجين
- محمود أحمدي نجاد رئيس الجمهورية الإسلامية الإيرانية السابق.
- محسن رضائي الأمين العام لمجمع تشخيص مصلحة النظام.
- محمد حسين صفار وزير الإعلام والإرشاد الإسلامي في الفترة الأولي من حکومة محمود أحمدي نجاد.
- حميد بهبهاني الوزير السابق للطرق والتنمية الحضرية في حکومة محمود أحمدي نجاد.
- كامران دانشجو کان وزير العلوم والبحوث والتكنولوجيا في زمن حکومة محمود أحمدي نجاد.
- علي رضا علي أحمدي، الوزير السابق التعليم والتربية في إيران في الفترة الأولي من حکومة محمود أحمدي نجاد
- عبد الله جاسبي الرئيس السابق لجامعة حر الإسلامية.

## وصلات خارجية
- موقع جامعة إيران للعلوم والتقنية (بالفارسية)